# Chambon-la-Forêt
Chambon-la-Forêt – miejscowość i gmina we Francji, w Regionie Centralnym, w departamencie Loiret.
Według danych na rok 1990 gminę zamieszkiwało 589 osób, a gęstość zaludnienia wynosiła 34 osoby/km² (wśród 1842 gmin Regionu Centralnego Chambon-la-Forêt plasuje się na 614. miejscu pod względem liczby ludności, natomiast pod względem powierzchni na miejscu 776.).